# Gare de Toulouse-Saint-Cyprien-Arènes
Pour les articles homonymes, voir Arène (homonymie) et Gare de Toulouse.
Cet article concerne la gare SNCF. Pour la station du métro de Toulouse, voir Arènes (métro de Toulouse).
La gare de Toulouse-Saint-Cyprien-Arènes (communément appelée Gare des Arènes, officiellement Saint-Cyprien–Arènes, et Toulouse-Arènes et anciennement Toulouse-Saint-Cyprien) est une gare ferroviaire française de la ligne de Saint-Agne à Auch, située aux Arènes, quartier de la ville de Toulouse, dans le département de la Haute-Garonne, en région Occitanie.
C'est une gare de la Société nationale des chemins de fer français (SNCF), desservie par des trains TER Occitanie. Située sur un tronçon de la ligne intégré dans le réseau de transports en commun de Toulouse, sous le nom de ligne Arènes - Colomiers, elle fait partie du pôle multimodal de la station Arènes qui permet des correspondances avec la ligne A du métro de Toulouse, la ligne T1 du tramway de Toulouse et les bus de la gare routière.

## Situation ferroviaire
Établie à  140 mètres d'altitude, la gare de Toulouse-Saint-Cyprien-Arènes est située au point kilométrique (PK) 9,630 de la ligne de Saint-Agne à Auch, entre les gares de Gallieni-Cancéropôle et du TOEC.

## Histoire

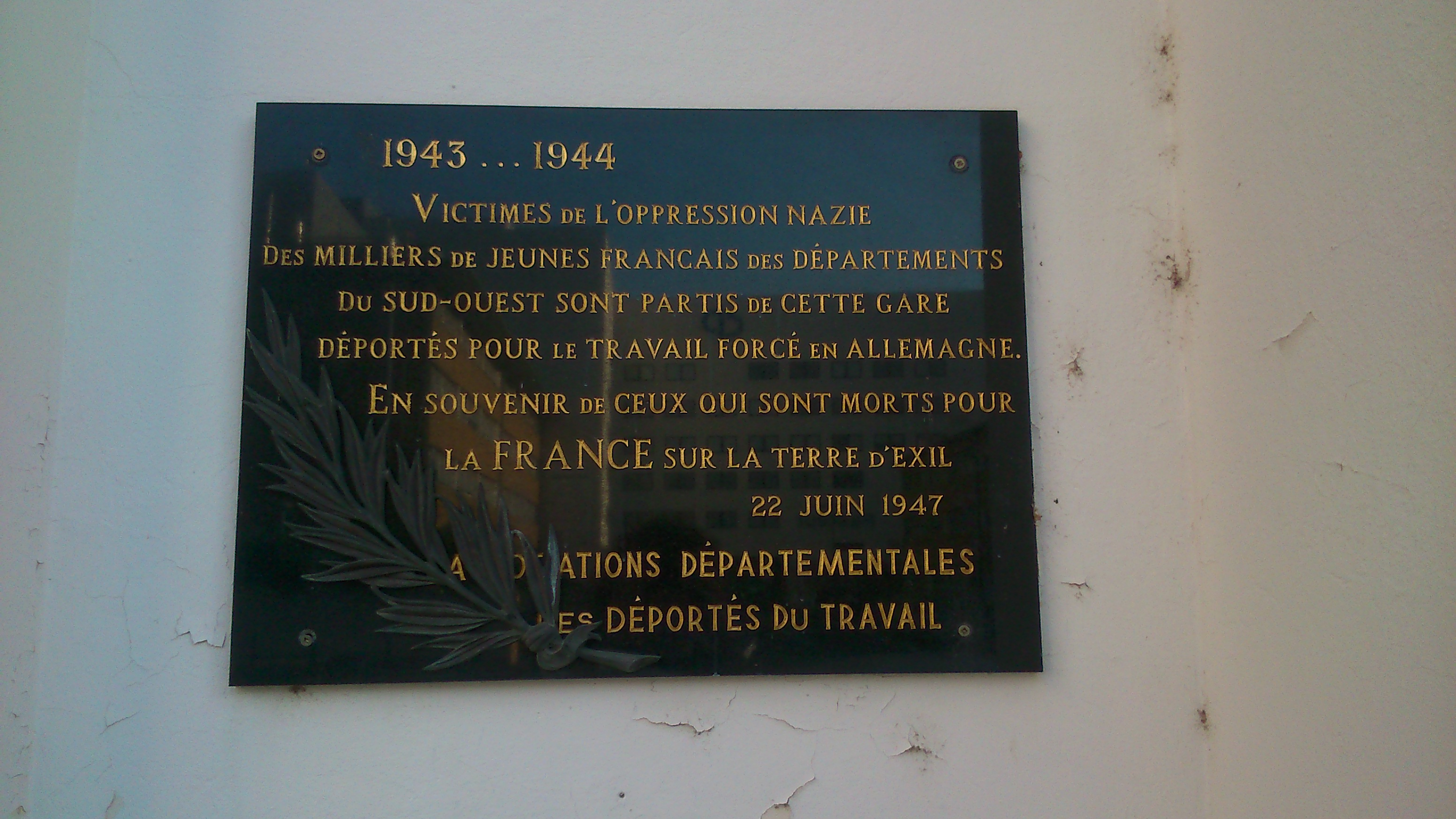
Plaque commémorative de la gare

La « gare de Toulouse-Saint-Cyprien », qui existait avant la ligne A du métro, a été reconfigurée dans le cadre des travaux du forum des Arènes, pôle d'échange entre le métro, le tramway, les bus et les trains. La ligne Arènes - Colomiers, dont la station Arènes (au niveau de la gare ferroviaire de Toulouse-Saint-Cyprien-Arènes) constitue le terminus, a ainsi été mise en place simultanément à l'ouverture de la ligne A, en juin 1993[réf. souhaitée].
En 2020, selon les estimations de la SNCF, la fréquentation annuelle de la gare est de 209 877 voyageurs, hors ligne Arènes - Colomiers.

## Fréquentation

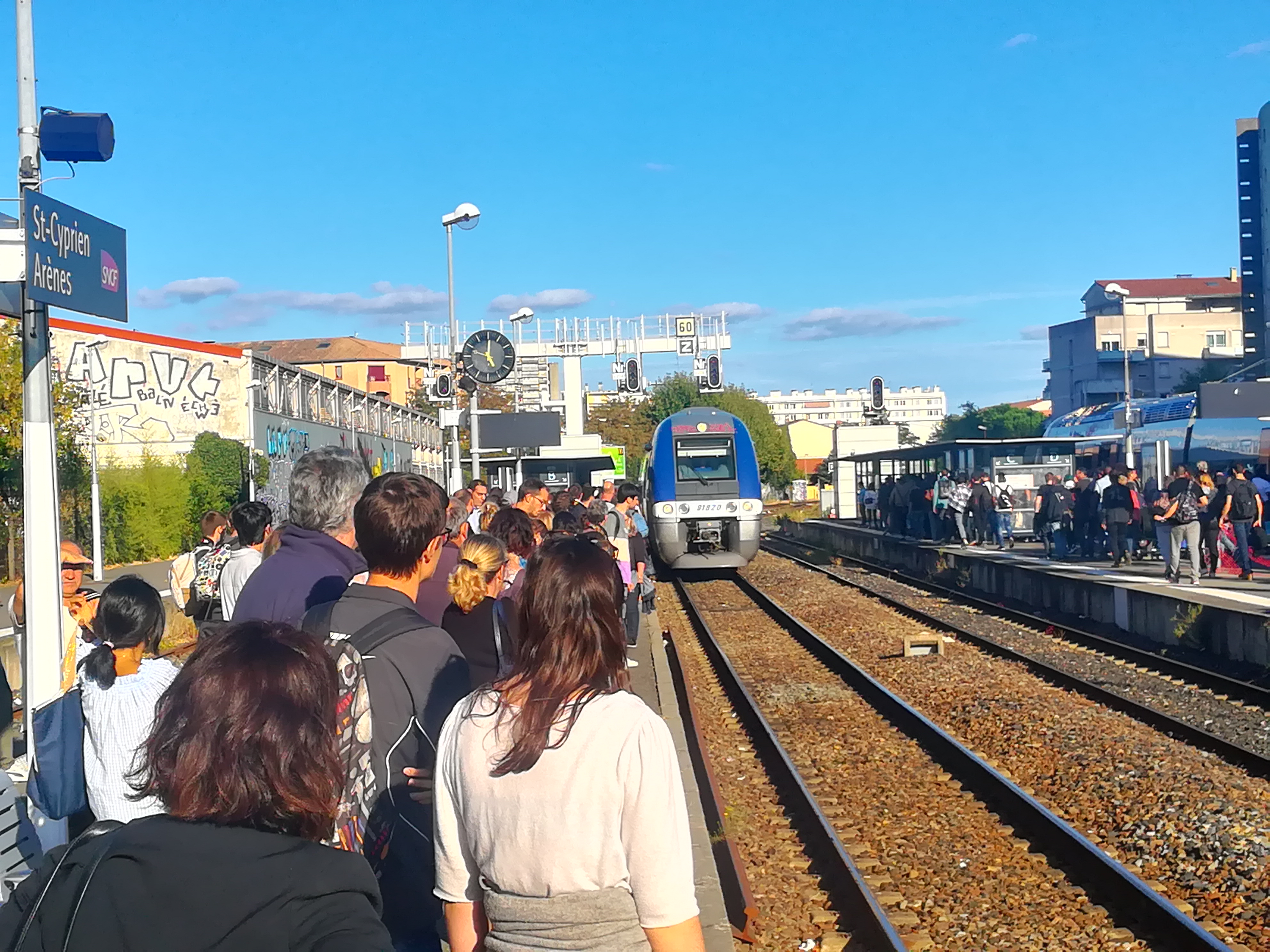
À l'heure de pointe

De 2015 à 2023, selon les estimations de la SNCF, la fréquentation annuelle de la gare s'élève aux nombres indiqués dans le tableau ci-dessous hors ligne Arènes - Colomiers :
| Année                                                      | 2015    | 2016    | 2017    | 2018    | 2019    | 2020    | 2021    | 2022    | 2023    |
| ---------------------------------------------------------- | ------- | ------- | ------- | ------- | ------- | ------- | ------- | ------- | ------- |
| Voyageurs seuls (hors ligne Arènes - Colomiers)            | 304 711 | 283 908 | 288 438 | 229 435 | 255 054 | 209 877 | 236 707 | 262 837 | 306 065 |
| Voyageurs et non voyageurs (hors ligne Arènes - Colomiers) | 380 889 | 354 885 | 360 548 | 286 794 | 318 818 | 262 346 | 295 883 | 328 547 | 382 581 |

## Service des voyageurs

### Accueil
Gare SNCF, elle dispose d'un bâtiment voyageur, avec guichets, ouvert du lundi au samedi. Elle est équipée d'automates pour l'achat de titres de transport TER.

### Desserte
Toulouse-Saint-Cyprien-Arènes est desservie par les trains TER Occitanie de la liaison no 16 (Toulouse-Matabiau - Colomiers - Auch) dont une portion de cette ligne (entre les stations Arènes et Colomiers — SNCF), nommée ligne Arènes - Colomiers, est accessible avec un titre de transport Tisséo. La gare est desservie par cette ligne à raison de 42 allers et de 40 retours par jour en semaine. Le temps de trajet est d'environ 15 minutes depuis Toulouse-Matabiau et de 1 heure 10 minutes depuis Auch.

### Intermodalité
Un parc pour les vélos et un parking (parc relais : 550 places) pour les véhicules y sont aménagés.
Elle est Intégrée dans un pôle multimodal permettant notamment des correspondances entre plusieurs systèmes des transports en commun de Toulouse. Outre la gare ferroviaire on y trouve : une station de la ligne A du métro de Toulouse, un arrêt de la ligne T1 du tramway de Toulouse, une gare routière desservie par des bus urbains (Lignes : L2, L3, 14, 34, 67 et stadium) et par des cars du réseau liO (lignes 305, 350 et 362).

Pôle multimodal
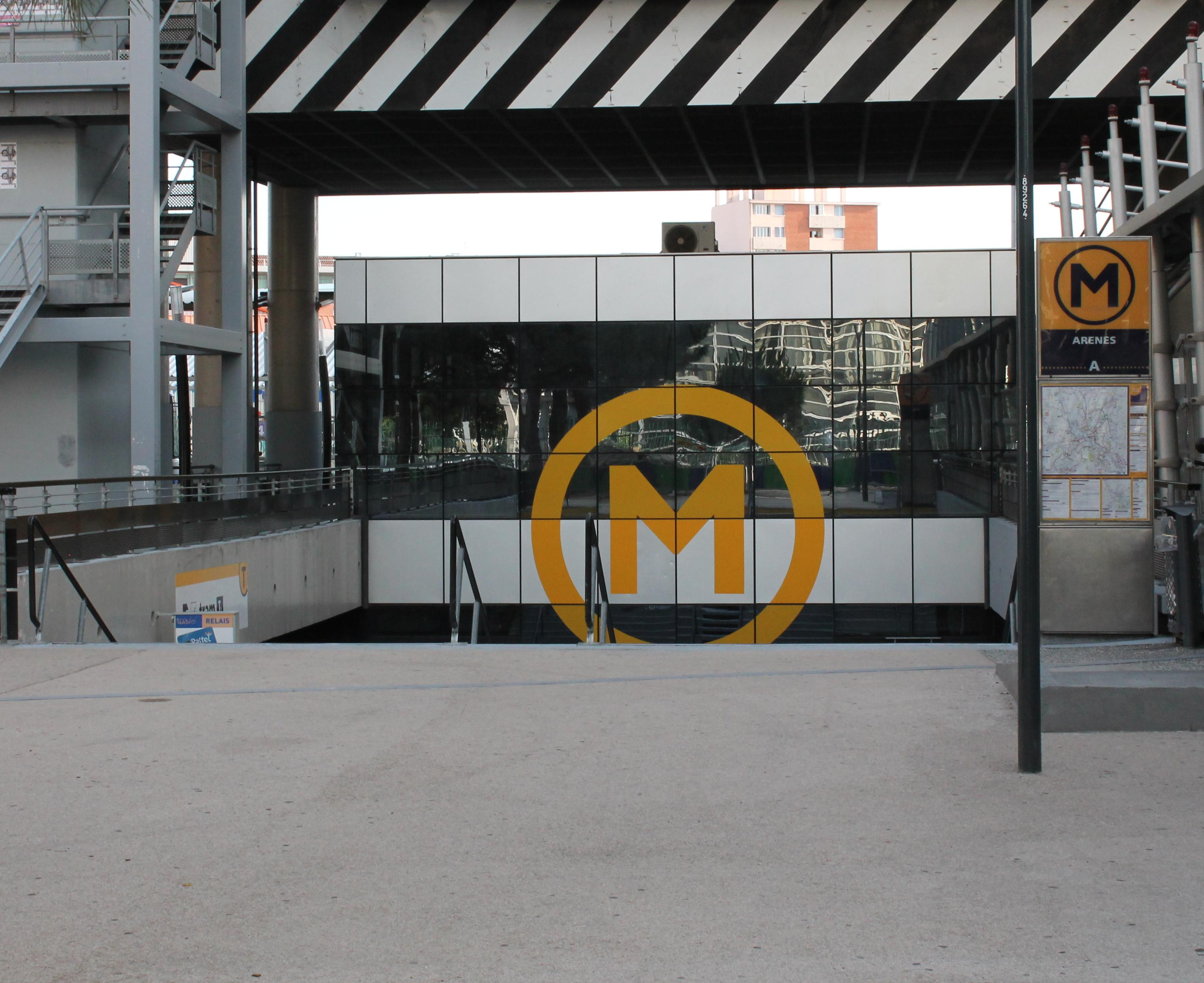
Métro
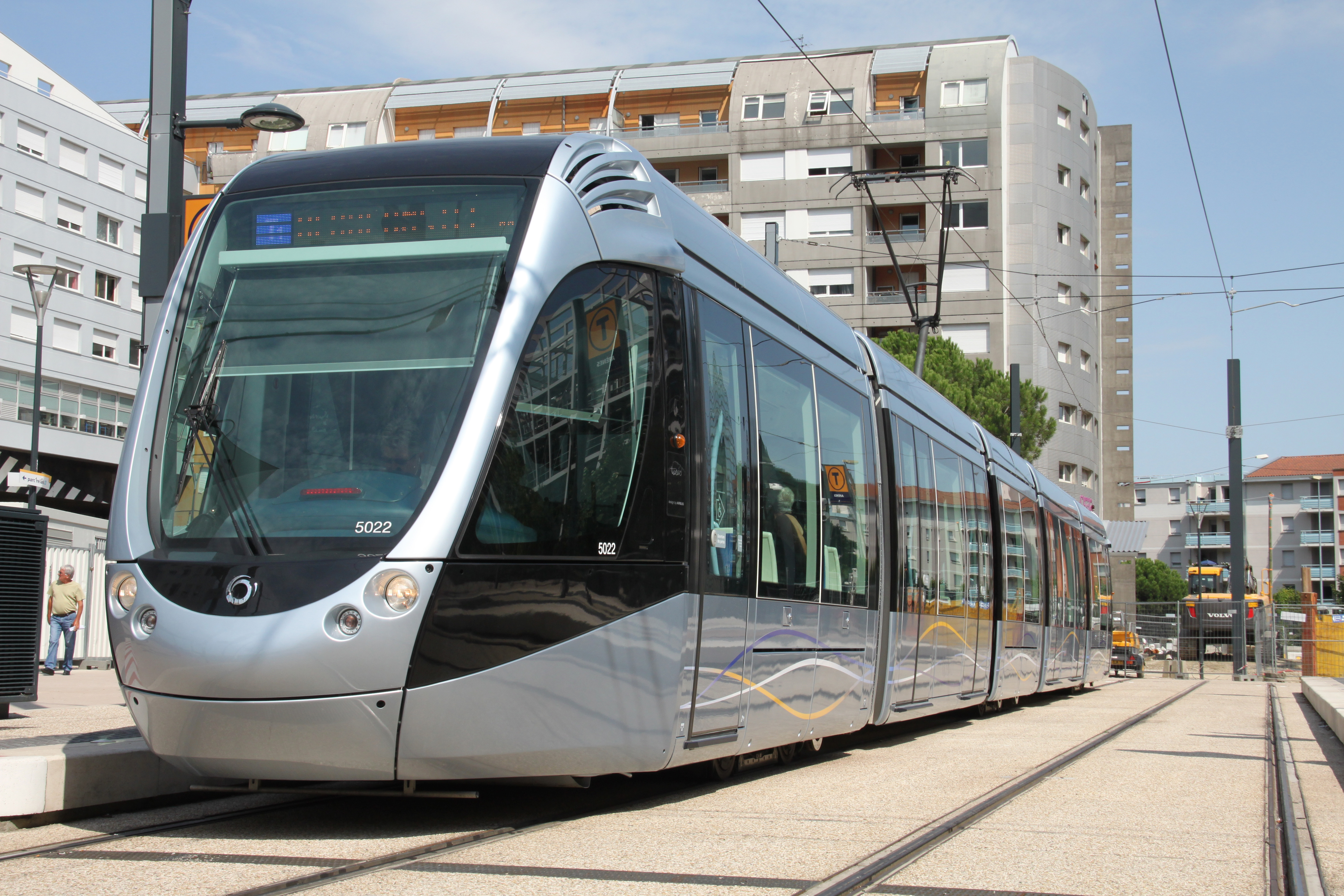
Tramway.
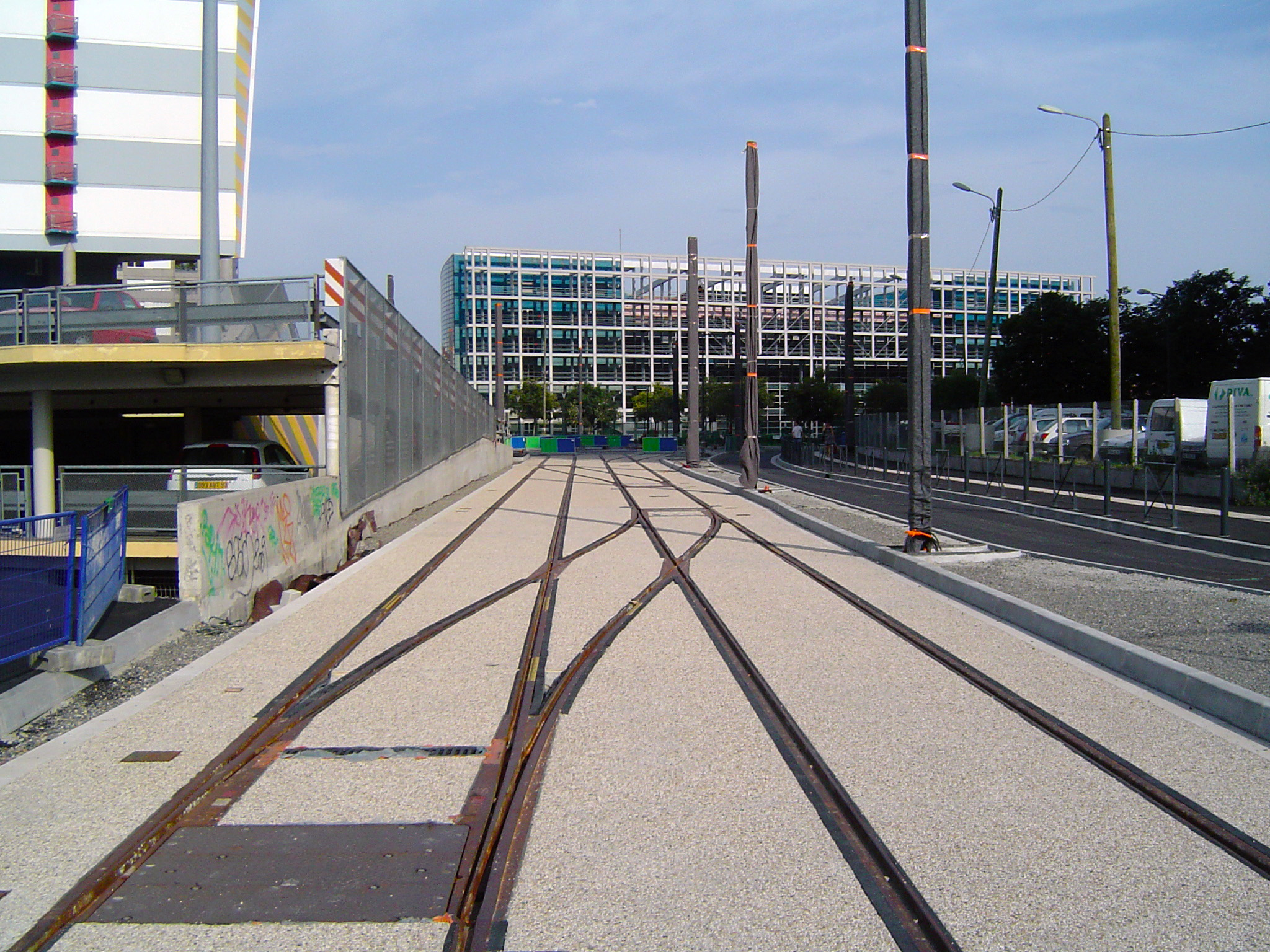
Parc relais et tram.
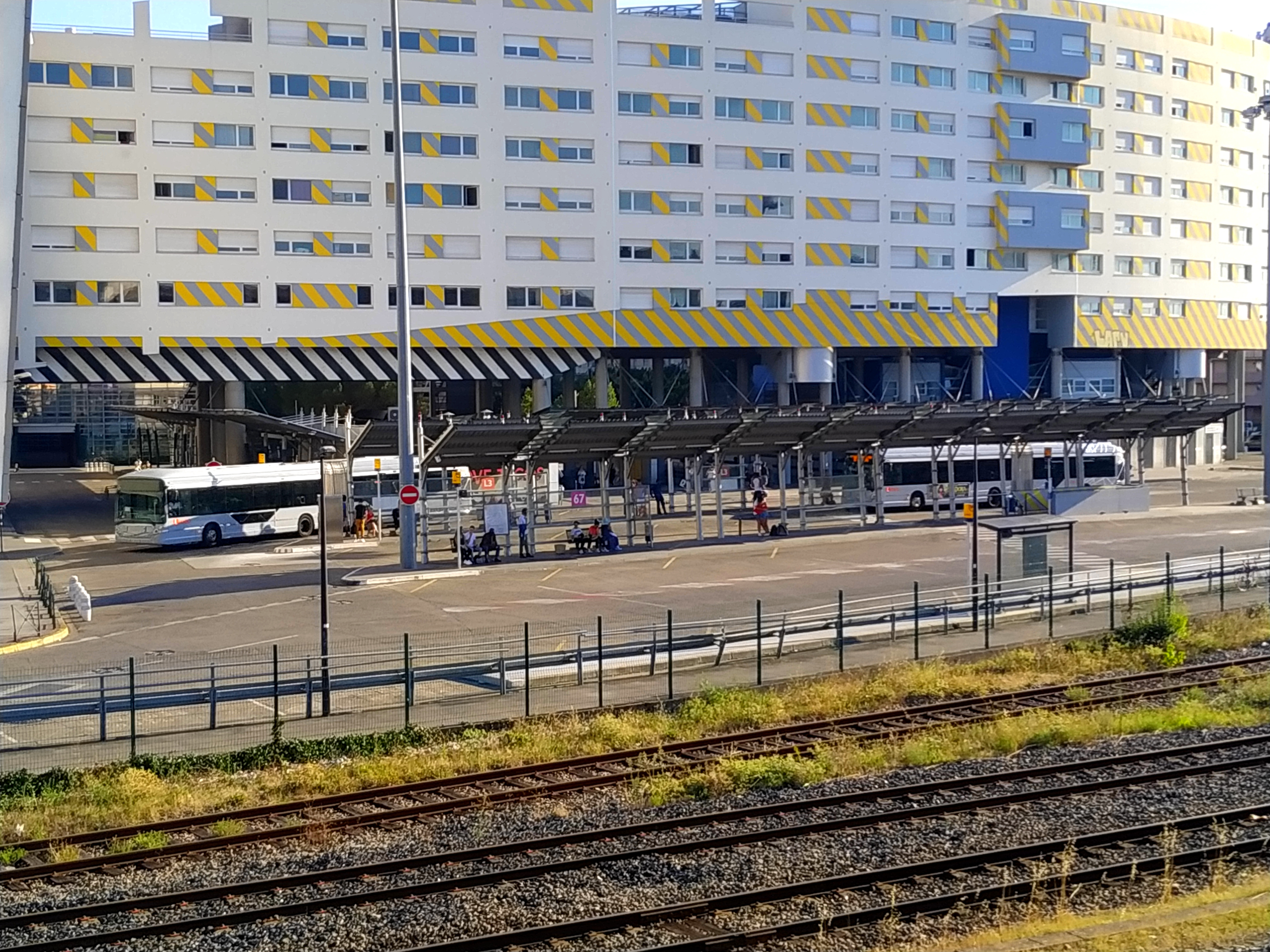
Bus.